# Паисий Софийски
Паисий (на гръцки: Παΐσιος, Паисиос) е гръцки духовник от XIX век, епископ на Вселенската патриаршия.

## Биография
Роден e в 1778 година в Хора, главния град на остров Скопелос, Северните Споради. Около 1823 година е ръкоположен за титулярен еритрейски епископ, викарий на Ефеската митрополия.
През септември 1830 година е избран за софийски митрополит. По негова заповед е купена за митрополитската църква къща, която е военна собственост. По нареждане на Паисий е заграден църковният двор, който обхваща целия днешен площад „Света Неделя“, с висок каменен дувар, като оставили две големи порти от западна и източна страна.
На 1 април 1837 година е избран за смирненски митрополит, но през юни 1840 година е принуден да подаде оставка.
На 7 октомври 1847 година отново е избран за софийски митрополит. В началото на 1849 година Иван Н. Денкоглу дарява на Софийската църковна община 30 000 гроша за строеж на училище. Митрополит Паисий добавя 20 000 гроша и с тези пари и по-малки дарения в 1849 година пред църквата „Света Неделя“ е пострено мъжко училище, посветено на Денкоглу. Митрополит Паисий предлага и да се направи нов катедрален храм. През декември 1852 година е свикано събрание в салона на митрополията и след бурни дебати е решено да се издигне нова катедралнна църква, която да задоволява нуждите на софийското православно население.
На 14 юли 1853 година е преместен като ефески митрополит. На 25 май 1872 година подава оставка. През последните години от живота си ослепява. Умира в Цариград на 17 януари 1877 година.